# Coulonges-Cohan
Coulonges-Cohan är en kommun i departementet Aisne i regionen Hauts-de-France i norra Frankrike. Kommunen ligger  i kantonen Fère-en-Tardenois som ligger i arrondissementet Château-Thierry. År 2022 hade Coulonges-Cohan 443 invånare.

## Befolkningsutveckling
Antalet invånare i kommunen Coulonges-Cohan
Referens: INSEE